# Indústria manufatureira

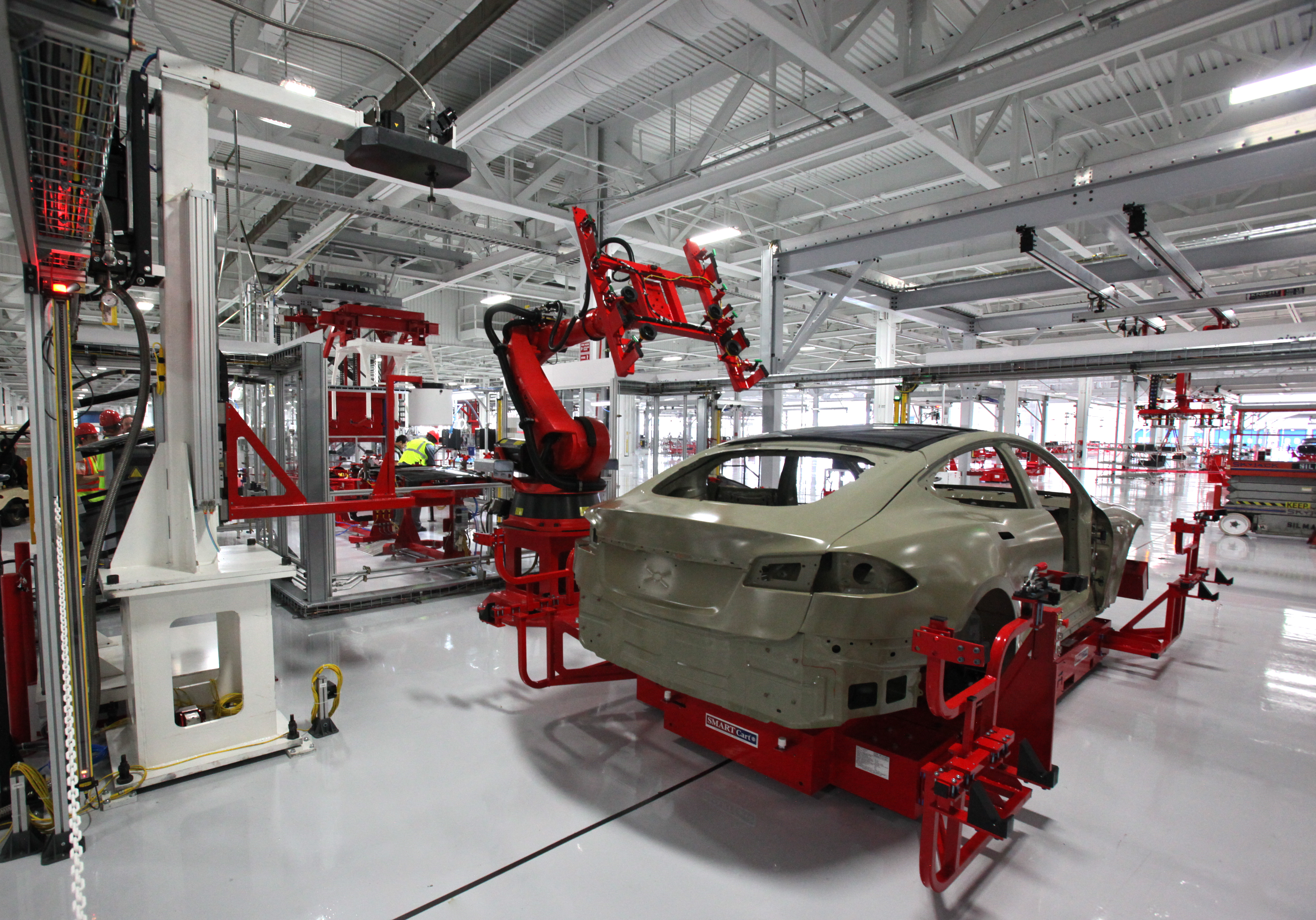
Fabricação de um automóvel pela Tesla

Indústria manufatureira refere-se ao uso de ferramentas e do trabalho para produzir bens para serem usados ou comercializados. O termo pode se referir a uma determinada faixa de atividade humana que vai do artesanato à alta tecnologia, porém costuma ser utilizado com maior frequência para se referir à produção industrial, em que matérias-primas são transformadas, numa grande escala, em produtos acabados. Estes produtos podem então ser utilizados para manufaturar outros produtos, mais complexos, como aeronaves, eletrodomésticos ou automóveis, ou são vendidos a atacadistas, que por sua vez os vendem aos varejistas, que os vendem os usuários finais destes produtos - os "consumidores".
A indústria manufatureira é realizada sob todos os tipos de sistemas econômicos. Numa economia de mercado livre, a manufatura geralmente tem como meta a produção em massa de produtos para serem vendidos aos consumidores, mediante um lucro. Na economia coletivista, a manufatura é dirigida com mais frequência ao próprio Estado, visando abastecer uma economia planificada central. Nas economias de mercado livre a indústria manufatureira ocorre com algum grau de regulamentação governamental.
A indústria manufatureira moderna inclui todos os processos intermediários necessários à produção e integração dos componentes de um produto manufaturado. Algumas indústrias, como as que manufaturam semicondutores e metais, utilizam o termo fabricação.
O setor manufatureiro está fortemente associado com a engenharia e o desenho industrial. Entre os exemplos de grandes indústrias manufatureiras no mundo estão a General Motors Corporation, General Electric, Pfizer, Volkswagen Group, Siemens, Michelin, Toyota, Samsung e Bridgestone.

## Principais nações produtoras
De acordo com a Organização das Nações Unidas para o Desenvolvimento Industrial (UNIDO), a China é o principal fabricante mundial em 2019, produzindo 28,7% da produção global total, seguida por Estados Unidos, Japão, Alemanha e Índia.
A UNIDO também publica um Índice de Desempenho Industrial Competitivo (CIP), que mede a capacidade competitiva de fabricação de diferentes nações. O Índice CIP combina a produção bruta de manufatura de um país com outros fatores, como capacidade de alta tecnologia e o impacto do país na economia mundial. A Alemanha liderou o Índice CIP 2020, seguida pela China, Coreia do Sul, Estados Unidos e Japão.

### Lista de países por produção de fabricação
Estes são os 50 principais países em valor total da produção industrial em dólares americanos seguindo o ano de referência, de acordo com o Banco Mundial.
| Rank | País                 | Milhões de Dólares $US | Ano  |
| ---- | -------------------- | ---------------------- | ---- |
|      | World                | 13,739,251             | 2019 |
| 1    | China                | 3,853,808              | 2020 |
| 2    | United States        | 2,269,200              | 2020 |
| 3    | Japan                | 1,027,967              | 2018 |
| 4    | Germany              | 678,292                | 2020 |
| 5    | South Korea          | 406,756                | 2020 |
| 6    | India                | 365,030                | 2020 |
| 7    | Italy                | 280,436                | 2020 |
| 8    | France               | 241,715                | 2020 |
| 9    | United Kingdom       | 227,144                | 2020 |
| 10   | Indonesia            | 210,396                | 2020 |
| 11   | Russia               | 196,649                | 2020 |
| 12   | Mexico               | 185,080                | 2020 |
| 13   | Canada               | 159,724                | 2017 |
| 14   | Ireland              | 153,311                | 2020 |
| 15   | Spain                | 143,052                | 2020 |
| 16   | Brazil               | 141,149                | 2020 |
| 17   | Turkey               | 135,596                | 2020 |
| 18   | Switzerland          | 133,766                | 2020 |
| 19   | Thailand             | 126,596                | 2020 |
| 20   | Netherlands          | 99,940                 | 2020 |
| 21   | Poland               | 99,146                 | 2019 |
| 22   | Saudi Arabia         | 90,774                 | 2020 |
| 23   | Australia            | 76,123                 | 2020 |
| 24   | Malaysia             | 75,101                 | 2020 |
| 25   | Singapore            | 69,820                 | 2020 |
| 26   | Austria              | 67,881                 | 2020 |
| 27   | Sweden               | 67,146                 | 2020 |
| 28   | Philippines          | 63,883                 | 2020 |
| 29   | Belgium              | 63,226                 | 2020 |
| 30   | Egypt                | 58,790                 | 2020 |
| 31   | Venezuela            | 58,237                 | 2014 |
| 32   | Bangladesh           | 57,283                 | 2019 |
| 33   | Nigeria              | 54,760                 | 2020 |
| 34   | Czech Republic       | 53,189                 | 2020 |
| 35   | Argentina            | 53,094                 | 2020 |
| 36   | Puerto Rico          | 49,757                 | 2020 |
| 37   | Denmark              | 47,762                 | 2020 |
| 38   | Vietnam              | 45,273                 | 2020 |
| 39   | Israel               | 42,906                 | 2019 |
| 40   | Algeria              | 40,796                 | 2019 |
| 41   | Romania              | 38,404                 | 2020 |
| 42   | Iran                 | 38,174                 | 2019 |
| 43   | Finland              | 37,520                 | 2020 |
| 44   | United Arab Emirates | 36,727                 | 2019 |
| 45   | South Africa         | 34,804                 | 2020 |
| 46   | Pakistan             | 30,452                 | 2020 |
| 47   | Colombia             | 29,894                 | 2020 |
| 48   | Peru                 | 29,701                 | 2019 |
| 49   | Hungary              | 27,956                 | 2020 |
| 50   | Portugal             | 27,408                 | 2020 |